# Bärreut
Bärreut ist ein Teil des Ortsteils Porschendorf der Gemeinde Dürrröhrsdorf-Dittersbach, die zum Landkreis Sächsische Schweiz-Osterzgebirge in Sachsen gehört. Der Ort am linken Ufer der Wesenitz wurde 1398 erstmals als „Beierrute“ erwähnt. Er war zunächst nach Helmsdorf gepfarrt, später nach Porschendorf. Bärreut wurde von der Amtshauptmannschaft Pirna verwaltet. Seit 1994 gehört Porschendorf mit Bärreut zu Dürrröhrsdorf-Dittersbach.